# Città di Blacktown
La città di Blacktown è una Local Government Area che si trova nel Nuovo Galles del Sud. Essa si estende su una superficie di 246,9 chilometri quadrati e ha una popolazione di 301.099 abitanti. La sede del consiglio si trova a Blacktown.